# Kortnäbbat myrpiggsvin
Kortnäbbat myrpiggsvin eller australiskt myrpiggsvin (Tachyglossus aculeatus) är en art i familjen myrpiggsvin och den enda arten i släktet Tachyglossus. Den lever i stora delar av Australien och i södra Nya Guinea.

## Kännetecken

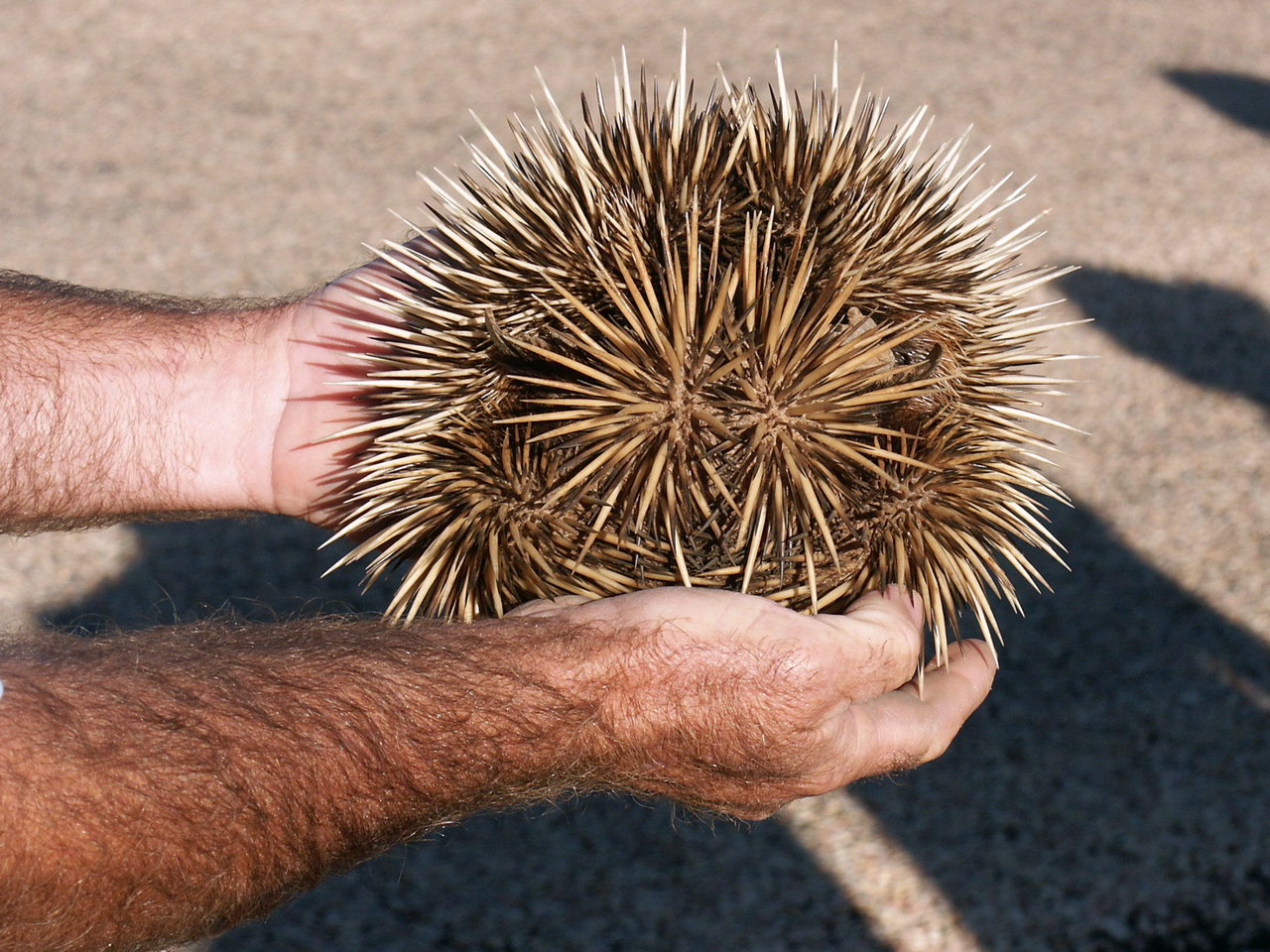
Liksom igelkotten kan arten rulla ihop sig när den känner sig hotad.

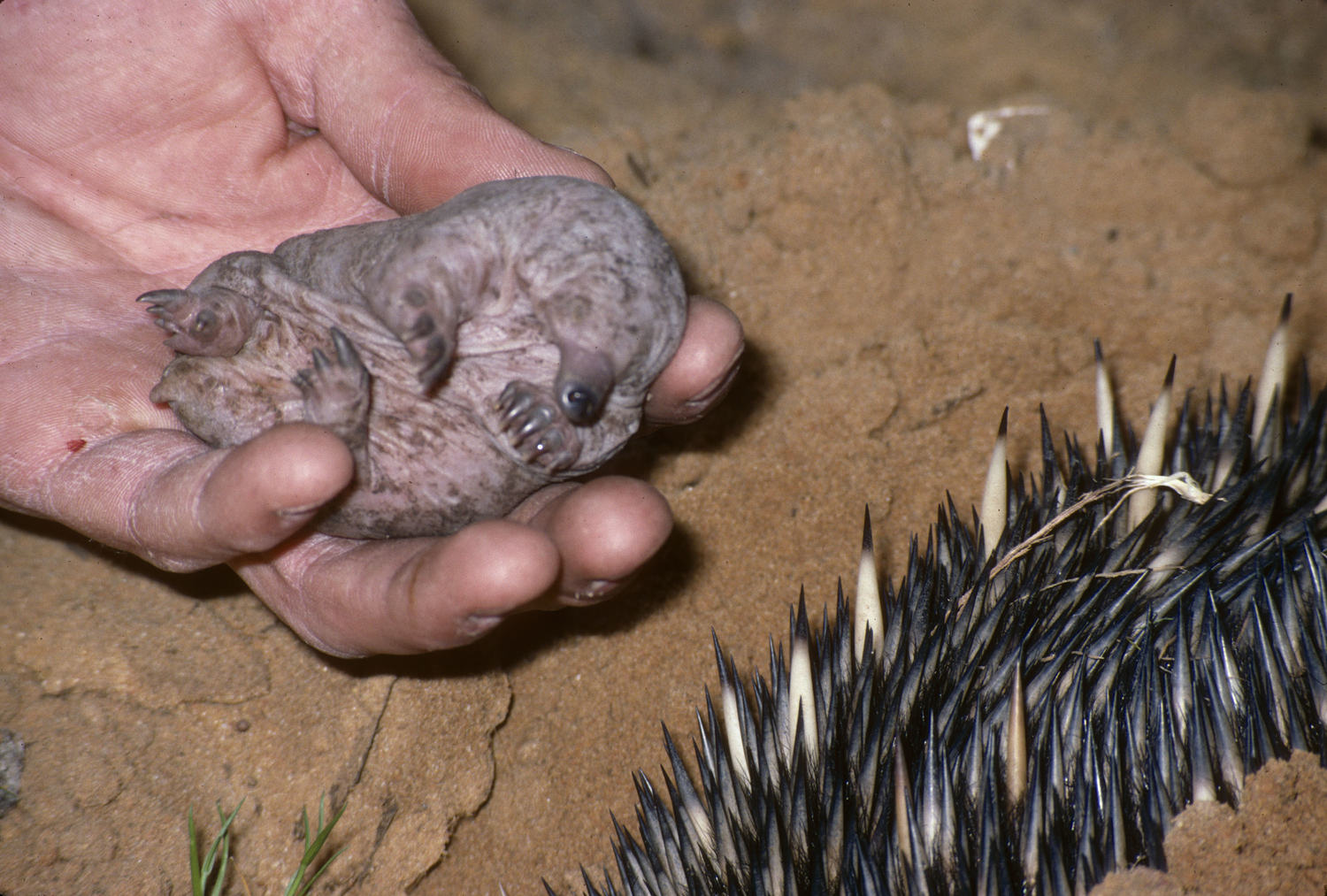
En forskare håller en unge i handen.

Arten når en kroppslängd mellan 35 och 53 centimeter samt en vikt mellan 2,5 och 7 kilogram. Djurets viktigaste kännetecken är de gula eller svartgula taggarna som gör att djuret påminner om igelkotten, men de är inte närmare släkt med varandra. Dessutom har kortnäbbat myrpiggsvin en långdragen rörformig nos som dock är kortare än hos långnäbbiga myrpiggsvin. Pälsen har en brunaktig färg och täcker ibland taggarna. Ytteröron saknas.

## Levnadssätt
Arten är främst aktiv i gryningen, förekommer i olika habitat och lever utanför parningstiden ensam. Födan utgörs nästan uteslutande av myror och termiter som arten upptar med hjälp av sin klibbiga tunga. Sedan äts bytet med hjälp av hornplattor vid gommen och tungan. Kortnäbbat myrpiggsvin saknar tänder.
Detta myrpiggsvin skapar underjordiska bon för ungarnas uppfostring och för övervintringen. Arten kan sänka sin kroppstemperatur till 8 Grad Celsius och den intar ett stelt tillstånd (torpor).
Efter en komplicerad parningslek (se artikel kloakdjur) sker kopulationen i juli eller augusti. Efter tre till fyra veckor lägger honan ett ägg (i sällsynta fall två eller tre) i en särskild utbildad pung (marsupium) vid buken. Sedan ruvar hon ungefär tio dagar. Efter kläckningen stannar ungdjuret cirka åtta veckor i honans pung. När taggarna börjar växa måste ungdjuret lämna pungen och sedan göms ungen på ett skyddat ställe. Honan sluter att ge di när ungdjuret är ungefär sju månader gammalt. Individer i fångenskap har blivit upp till 50 år gamla.

## Underarter
Vanligen skiljs mellan fem underarter:
- T. a. aculeatus, östra Australien.
- T. a. acanthion, Northern Territory och Western Australia.
- T. a. multiaculeatus, på Kangaroo Island.
- T. a. lawessi, på Nya Guinea.
- T. a. setosus, på Tasmanien.

Populationen på Tasmanien listas ibland som egen art.